# Thouarella (Euthouarella) longispinosa
Thouarella (Euthouarella) longispinosa is een zachte koraalsoort uit de familie Primnoidae. De koraalsoort komt uit het geslacht Thouarella. Thouarella (Euthouarella) longispinosa werd in 1912 voor het eerst wetenschappelijk beschreven door Kükenthal. 